# Static Age
Static Age är ett musikalbum av horrorpunkbandet The Misfits. Det spelades in 1978, som första album av gruppen, men gavs inte ut förrän 1997.

## Låtlista
1. "Static Age" - 1:47
2. "TV Casualty" - 2:24
3. "Some Kinda Hate" - 2:02
4. "Last Caress" - 1:57
5. "Return of the Fly" - 1:37
6. "Hybrid Moments" - 1:42
7. "We are 138" - 1:41
8. "Teenagers from Mars" - 2:51
9. "Come Back" - 5:00
10. "Angelfuck" - 1:38
11. "Hollywood Babylon" - 2:20
12. "Attitude" - 1:31
13. "Bullet" - 1:38
14. "Theme for a Jackal" - 2:41
15. "She" - 1:24
16. "Spinal Remains" - 1:27
17. "In the Doorway" - 1:25
18. "[untitled]" - 8:43
19. "[silence]" - 0:06